# Metaxia rugulosa
Metaxia rugulosa är en snäckart som först beskrevs av C. B. Adams 1850.  Metaxia rugulosa ingår i släktet Metaxia och familjen Triphoridae. Inga underarter finns listade i Catalogue of Life.